# Füzuli (Samux)
Füzuli è un comune dell'Azerbaigian situato nel distretto di Samux. Conta una popolazione di 1 389 abitanti.